# ناقوس دوستی کره

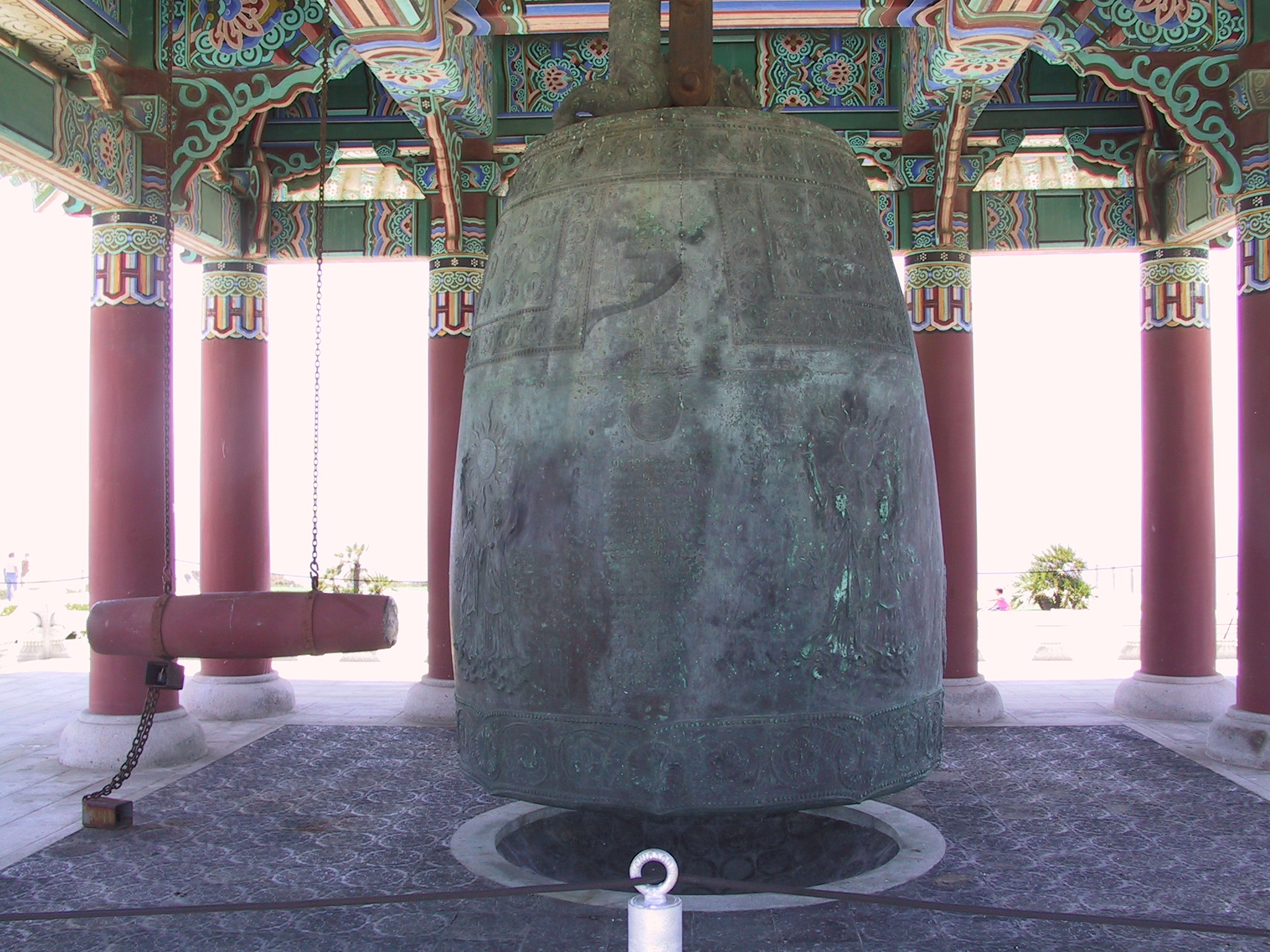
ناقوس دوستی در محلهٔ سن پدرو (لس انجلس)

ناقوس دوستی کره یک ناقوس مفرغین در سن پدرو لس‌آنجلس است. این ناقوس، هدیهٔ مردم سئول به مردم آمریکا به مناسبت دویستمین سالگرد استقلال ایالات متحده است.
در سال ۱۹۷۶، به مناسبت دویستمین سالگرد استقلال ایالات متحده آمریکا، جمهوری کره یک ناقوس برنزی ۱۸،۰۰۰ کیلویی به آمریکا هدیه داد که در ساحل غربی آمریکا نصب شد.
از این بنا در تصویربرداریِ فیلم مظنونین همیشگی نیز استفاده شده است.

## نگارخانه

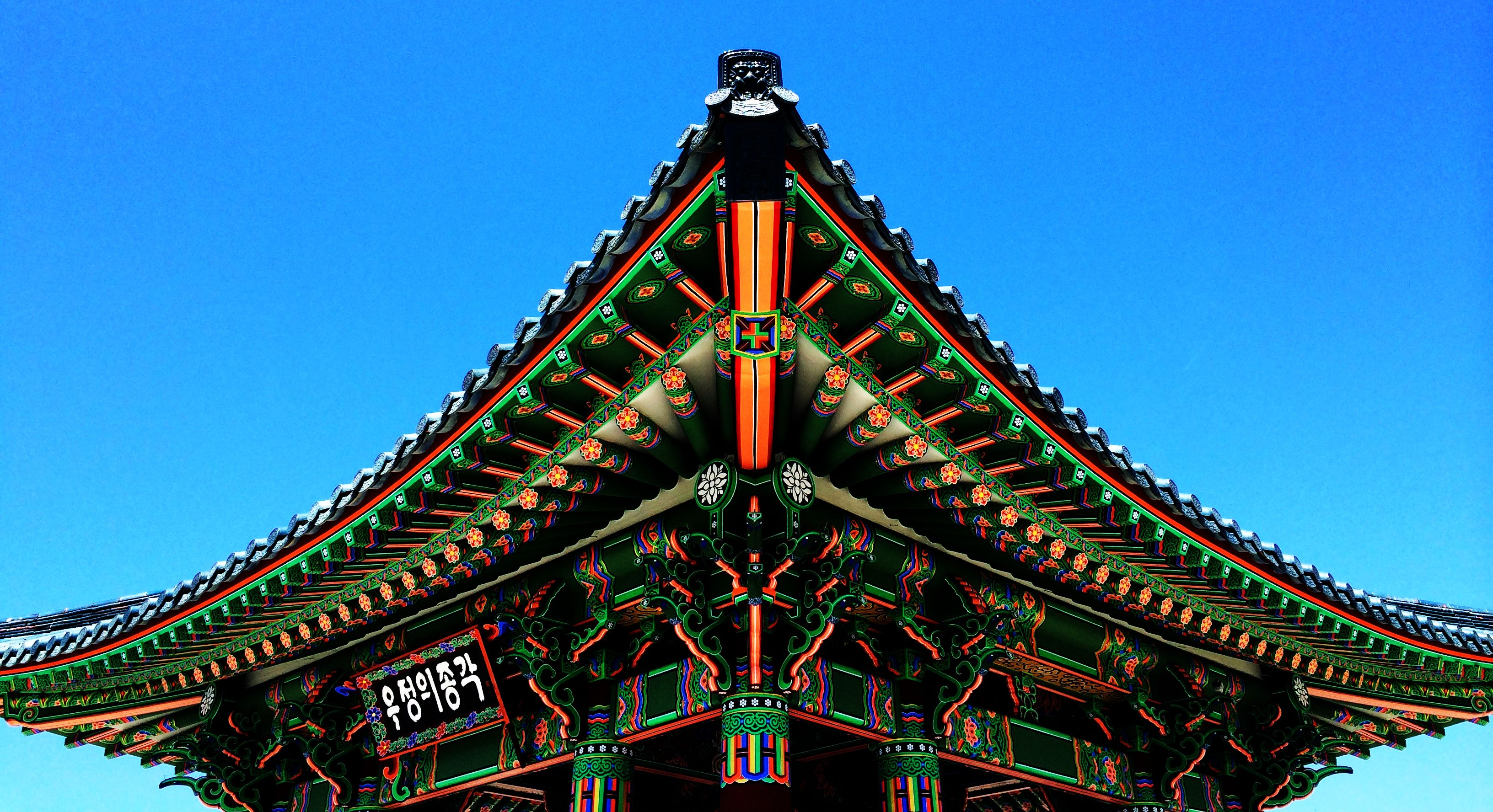
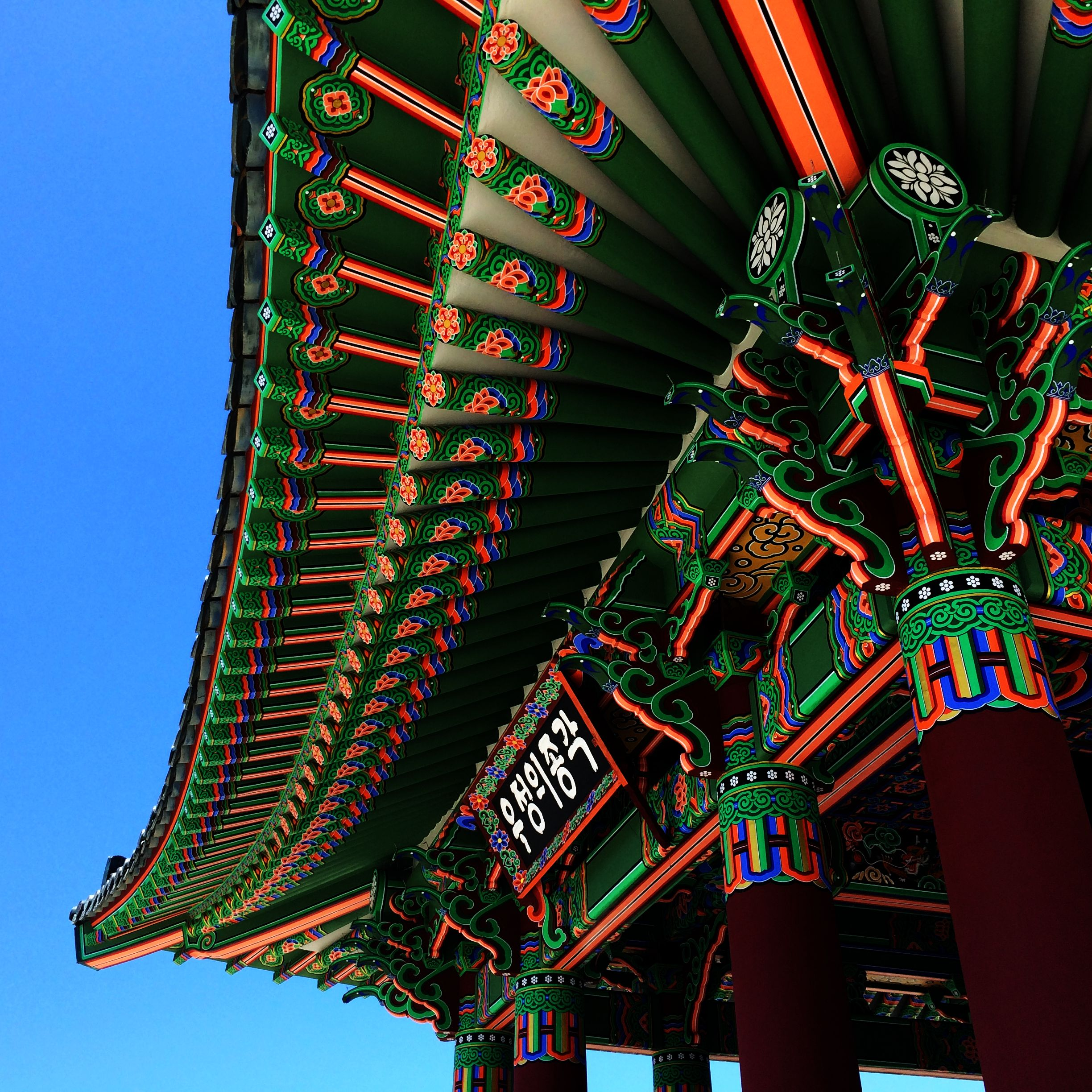
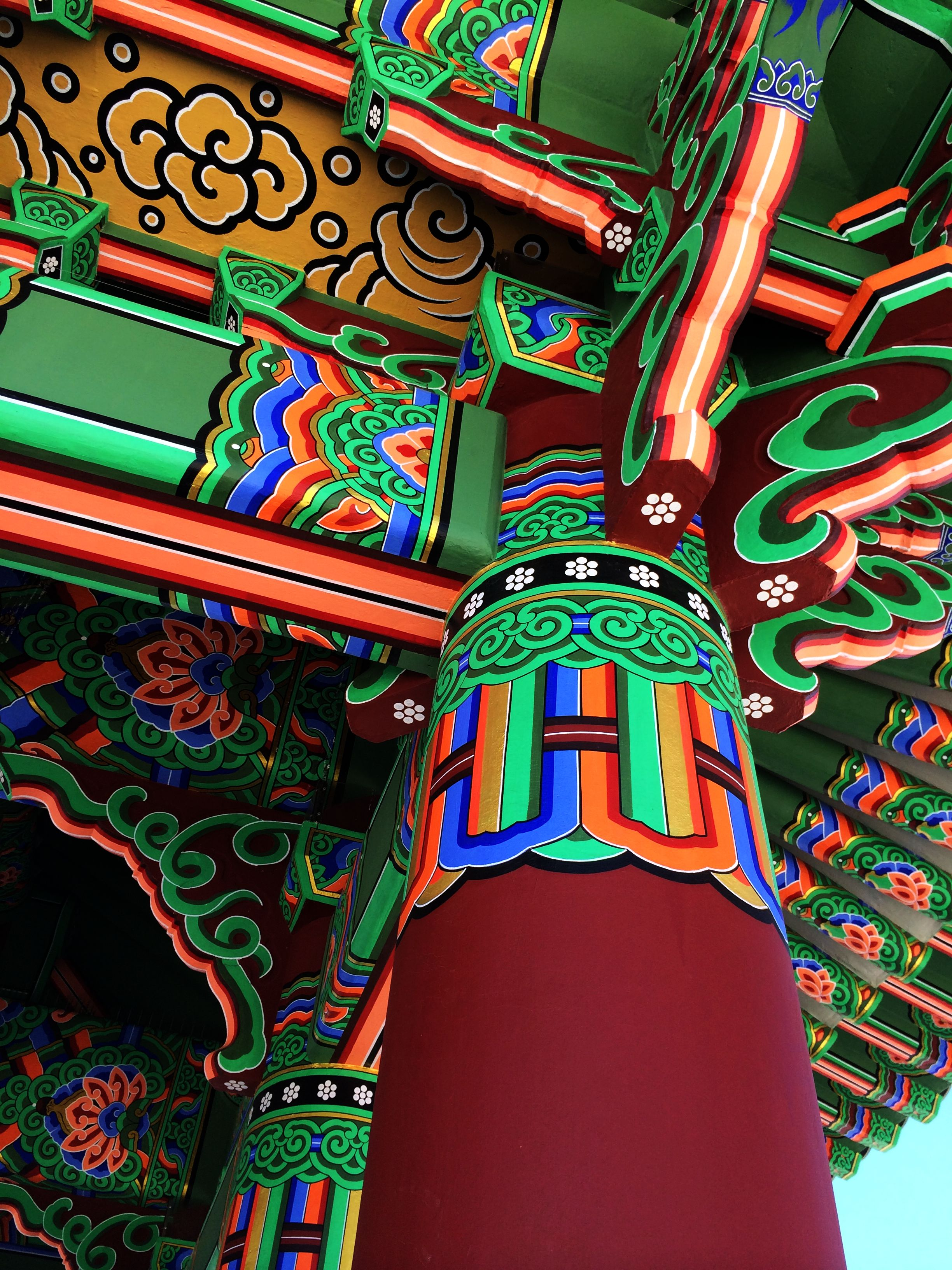